# Старі Буди (Вишковський повіт)
Старі Буди (пол. Stare Budy) — село в Польщі, у гміні Браньщик Вишковського повіту Мазовецького воєводства.
Населення — 201 особа (2011).
У 1975-1998 роках село належало до Остроленцького воєводства.

## Демографія
Демографічна структура станом на 31 березня 2011 року:
|          | Загалом | Допрацездатний вік | Працездатний вік | Постпрацездатний вік |
| -------- | ------- | ------------------ | ---------------- | -------------------- |
| Чоловіки | 101     | 16                 | 66               | 19                   |
| Жінки    | 100     | 24                 | 47               | 29                   |
| Разом    | 201     | 40                 | 113              | 48                   |